# 中央公園塔
中央公園塔（英語：Central Park Tower），亦稱諾德斯特姆塔（Nordstrom Tower），是一座位於美國紐約曼哈頓中城的摩天大樓，高達472（1,549英尺），為紐約市和美國第二高樓，也是世界最高住宅樓。若以屋頂高度計算，中央公園塔會超越世界貿易中心一號大樓（其屋頂高度僅417公尺）成為美國第一高樓、世界第十五高樓。
中央公园塔由Zero Development Company和上海城投共同开发。地下室两层和地上前五层包含一家大型诺德斯特龙百货，该店于2019年开业，是其在纽约市第一家商场。塔的东部部分有悬臂观景台，悬于西57街215号的纽约艺术学生联盟上方，旨在最大限度地欣赏附近纽约中央公园的景色。塔楼的住宅部分包含179套公寓，平均占地5000平方英尺（约460平方米），内部由Rottet Studio设计.14至16层还设有便利设施空间，100层设有私人俱乐部。
中央公园塔的用地是在21世纪的第一个十年中取得的。在收购过程中，由于西57街225号和百老汇大道1780号的两座建筑被考虑賦予纽约市地标建筑身分，所以延遲了该建築的工程。雖然最终设计有著不确定性，融资方面也很複雜，但现场的挖掘工作仍于2014年5月开始，地上施工于2015年初开始。在建筑施工过程中发生了几起事件和争议，包括关于塔的悬臂的争议和一名保安的死亡。该建筑于2019年9月封顶，并于2021年7月完工。中央公园大厦的建造总成本为30亿美元。